# بلیزم
بلیزم (نام علمی: Barbus lacerta) یا سس‌ماهی سرگنده نام گونه‌ای از سرده سس‌ماهی‌ها است.